# Маркович, Йонатан Биньямин
Рав Йонатан Биньямин Маркович (род. 21 октября 1967 года, Ужгород, УССР) — главный  раввин Киева, официальный посланник Любавического ребе. Главный раввин Службы тюрем Украины, ответственный за образовательную, духовную и моральную поддержку заключенным в 171 украинской тюрьме.

## Биография
Родился в 1967 году в городе Ужгород (Унгвар), Украина, в раввинской семье. Его дед по материнской линии служил в городе раввином и шойхетом.
В начале 1972 года репатриировался с семьёй в Израиль.
В детстве учился в хедере и в ешиве Хабада в городе Кирьят-Гат. Затем продолжил обучение в йешиве Кфар-Ганим у раввина Цукера (זצ"ל).
В 1986 году был призван в Армию Обороны Израиля. После 12 лет регулярной службы был уволен в запас в звании майора.
В 2000 году Маркович с семьёй прибыл в Киев, где был избран главным раввином Киева и начал создавать образовательные учреждения и проводить общинные мероприятия.

## Главный раввин Киева
Маркович имеет свидетельство о статусе раввина от Главного раввината Израиля (раввин Овадья Йосеф).
Он также был сертифицирован и получил разрешение на статус раввина от членов раввината (неполный список): раввин Элиягу Абарджиль; раввин Цфата рав Леви Быстрицкий; член раввинского суда Хабада рав Ицхак Иегуда Ярославский.
Сегодня раввин служит главным раввином города Киева, религиозным лидером иудеев столицы Украины и эмиссаром движения Хабад. Сотни пожилых и нуждающихся людей регулярно получают помощь — горячим питанием, продуктовыми наборами, лекарствами, вещами. Они участвуют в общинных мероприятиях, их регулярно посещают на дому.
Десятки молодых людей вовлечены в общинную деятельность.

Раввин Маркович — уважаемая фигура на Украине, как в еврейском, так и в нееврейском обществах. Он известен своими хорошими отношениями с государственными деятелями Украины и ключевыми фигурами в еврейском мире.

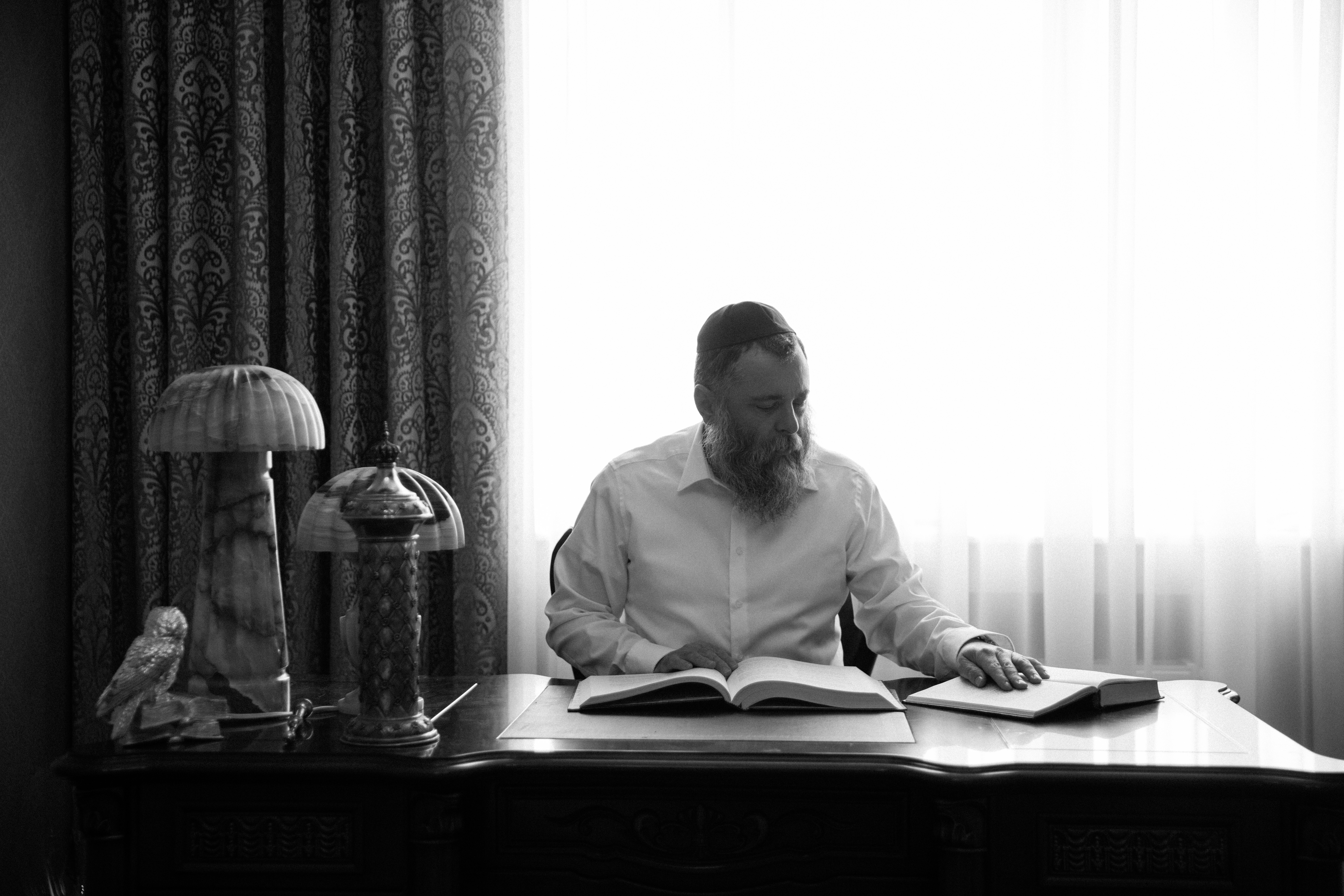
Главный Раввин Киева

## Семья
Женат на Ребенц Элки Инны Маркович, которая является директором сети учреждений Ор Авнер, основанной господином Леви Леваевым. В сеть входят детские сады и школы. Кроме того, для детей с аутизмом в нерабочее время организован детский сад, и проводятся массовые мероприятия, предназначенные для еврейского населения и населения города.
У раввина Йонатана и ребецн Элки Инны Маркович семь детей: Ариэль (Раввин молодёжной Еврейской общины г. Киева. Женат на дочке главного раввина Французской Ривьеры Раввина Иосефа Пинсона), Малка, Хана (замужем за внуком Раввина Шалома Эйдельмана), Рахель (замужем за сыном главного раввина Вашингтона Раввина Леви Шаметова), Йехезкель, Дов-Бер, Мендель.

## Дипломы и награды
Рав Маркович имеет степень бакалавра в области оборудования и управления и также — степень магистра в области образования (от Еврейского университета в Иерусалиме).
Удостоен диплома Европейского парламента.
В дополнение к его обширному изучению Торы, рав Маркович имеет степень бакалавра в области оборудования и управления (от Техниона, Хайфа) и также — степень магистра в области образования (от Еврейского университета в Иерусалиме).
Удостоен почетной награды за 2018 год от Ассоциации юристов Украины.
21 августа 2020 года стал кавалером ордена «За заслуги» III степени.
9 сентября 2020 года, получил высшую награду и почётную грамоту Верховной Рады Украины за заслуги перед Народом Украины, к 20-тилетию избрания Главным Раввином Киева.
26 января 2023 года получил награду от Совета Ветеранов Украины.